# 加賀正太郎
加賀 正太郎（かが しょうたろう、1888年（明治21年）1月17日 - 1954年（昭和29年）8月8日）は、日本の資産家、実業家。加賀証券社長。大阪府多額納税者。

## 経歴

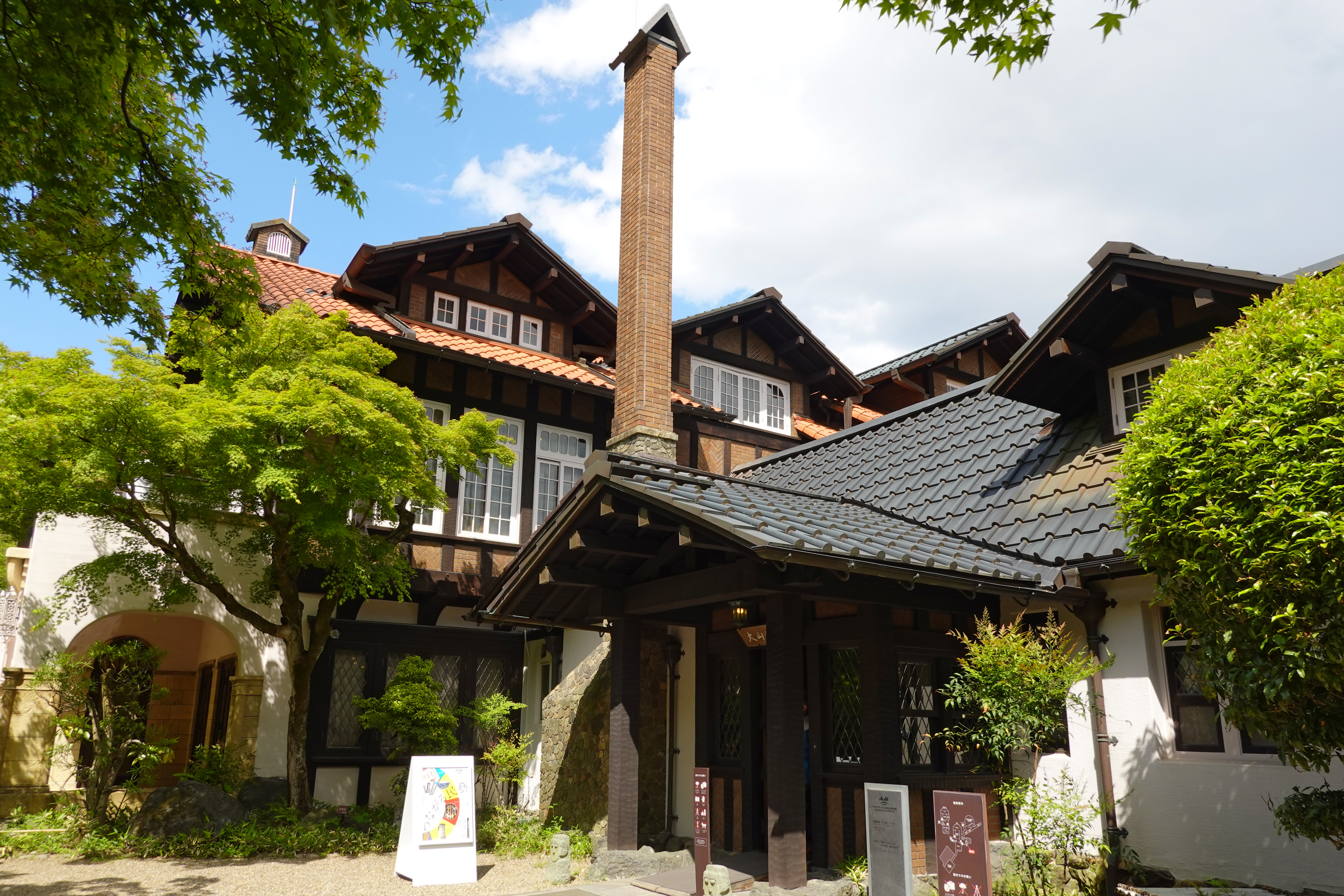
大山崎山荘美術館

1888年、大阪市東区今橋生まれ。加賀市太郎の長男。加賀家は大阪目抜きの場所、高麗橋通りにあり、大阪屈指の資産家として、又著名の旧家として遠近に知られた。12歳の時に父親が亡くなり、船場にあった江戸時代から続く実家の繊維業・米穀仲買業・両替商「富商加賀商店」を継ぐ。
ヨーロッパに渡り、日英博覧会やキューガーデンの見学、アルプス山脈ユングフラウ登頂を行った。
東京府立第三中学校（現・東京都立両国高等学校）を経て、1911年、東京高等商業学校（現・一橋大学）卒業。登山家で画家の中村清太郎は中学・高商の同級生で友人。
加賀證券（のちに菱光証券に商号変更し三菱UFJ証券に合併）を設立して社長を務めるなど多くの会社経営を行い、証券業、林業、不動産業、ゴルフ場経営、洋蘭業などで成功した。
1923年の茨木カンツリー倶楽部設立に参画し、理事などを務めた。また1934年の大日本果汁（現・ニッカウヰスキー）創業にも参画。出資の70％を構成して同社の筆頭株主となり、社内では「ご主人様」と呼ばれた。1954年死期を悟り、株式の散逸を防ぐためアサヒビールの山本為三郎にニッカウヰスキー株を売却。同年喉頭癌のため大阪赤十字病院で死去。

## 人物
多趣味で知られているが、個々にみても本格的に行っていた。
京都府大山崎町に所有した山荘は、建物の他、庭園、家具、調度品なども含め自ら設計及びデザインを行ったもので、大山崎山荘美術館として残る。
登山ではアルプス山脈ユングフラウの登頂を日本人で初めて果たし、日本への登山用具、登山装備の紹介を行っている。日本山岳会名誉会員。
ランの栽培では多くの新種を開発。浮世絵の技法を用いた木版画による植物図譜『蘭花譜』などの著作がある。ランの栽培は、イギリスの王立植物園を訪問した際に見たランに感銘を受け、大山崎町の山荘内で始めたという。
1900年、家督を相続。貴族院多額納税者議員選挙の互選資格を有する。本籍は大阪市東区高麗橋2丁目、住所は大阪市東区内本町2丁目、京都府乙訓郡大山崎村大山崎。趣味は園芸、ゴルフ。宗教は真宗。

## 家族・親族
加賀家
- 祖父・定次郎（-1895） ‐ 金銀貸仲買人。1876年の堂島米商会所の創立に関わったが肝煎選挙に落選し1月ほどで退社[10]。
- 叔父・豊三郎（1872-1944） ‐  株仲買人、東京府多額納税者 蔵書家。堂島中学校卒。父定次郎と大阪で加賀銀行を創立、上京後東京株式取引所仲買人の免許を得て、兜町で開業し、成功した。号を翠渓、居宅を洗雲亭と称し、趣味人としても知られた。[11][12]。
- 父・市太郎（大阪平民）[7] ‐ 株仲買人
- 弟・慶之助（1896-） ‐ 大阪株式取引所仲買人、加賀土地役員。慶応義塾大学卒。妻の兄に芦屋村戸長・久保平兵衛。[11][13][14]
- 妹
  - キク（1889年 - ?、大阪、増田伸銅所代表・増田政治の妻）[4][6]
  - 夏（1894年 - ?、大阪、野村元五郎の妻）[4][6]
  - 富貴（1899年 - ?、京都、山田啓之助の妻）[4][6]
- 妻・千代子（1895年 - ?、大阪、豊田治助の姉）[6]
- 養子・甥・行三（1908年 - 1991年、叔父の豊三郎の三男）[6]

親戚
- 妹夏の夫・野村元五郎（野村銀行頭取）
- 妹富貴の夫・山田啓之助 (1897-)‐ 製氷業、京都府多額納税者。中川嘉兵衛とともに大阪で機械製氷を創立するなど製氷業で巨万の富を得た山田啓助の長男で、父の跡を継いで大正時代に日本の製氷業界における2大勢力のひとつだった「龍紋氷室」の社長を務めた。[15][16]
- 妻の弟・豊田治助 (1905-) ‐邦楽器商「妙治號」、資産家。三味線商の先代・治助の長男。京都帝国大学経済学部卒。在学中に1928年アムステルダムオリンピックの日本陸上競技チーム監督の一人に選ばれ、大会終了後欧州各国を漫遊し、のち家業。[17][18]